# Anthony Wilding

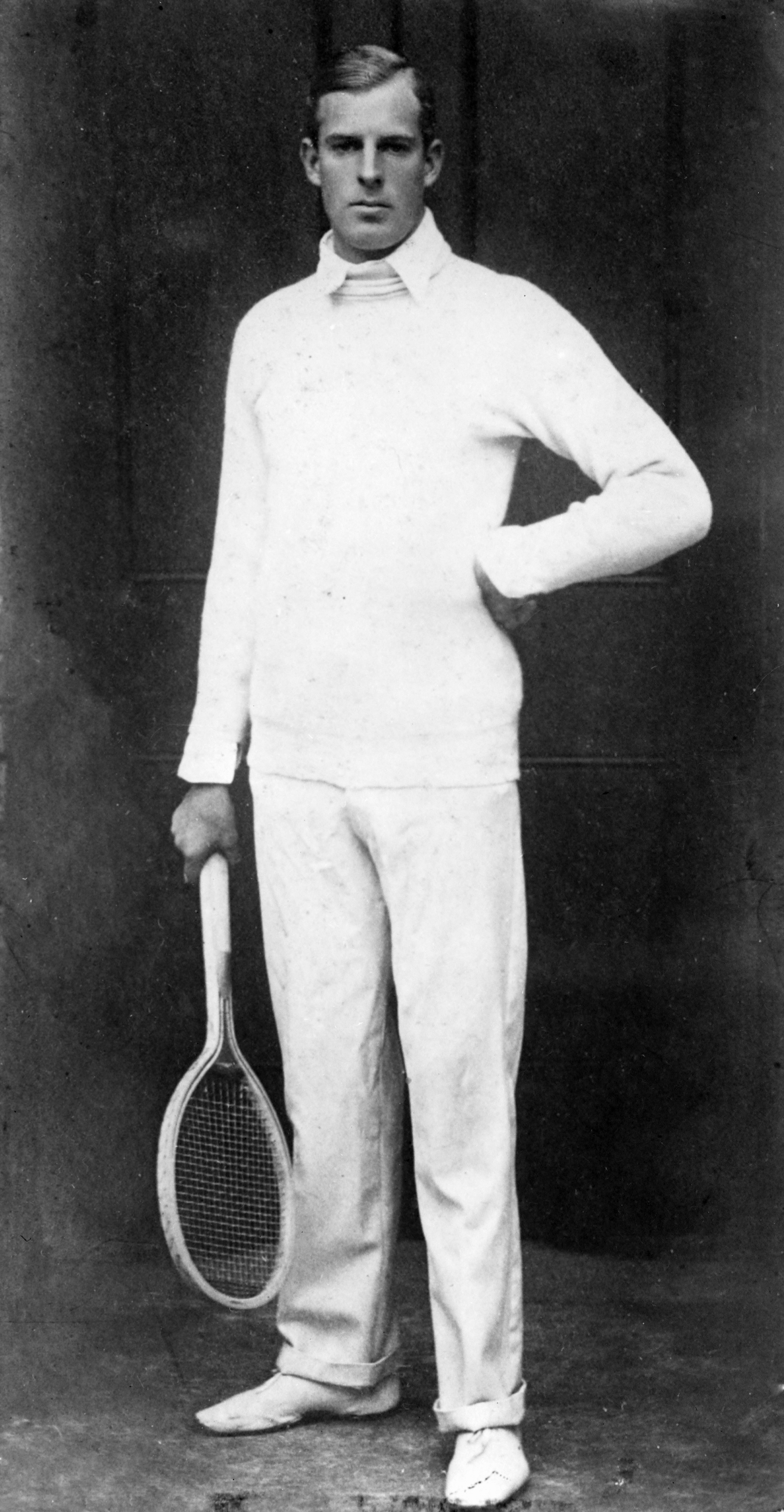
Anthony Wilding

Anthony Frederick Wilding "Tony" (31 de outubro de 1883 - 9 de maio de 1915), foi um tenista da Nova Zelândia. Sagrou-se tetracampeão do Torneio de Wimbledon em 1910, 1911, 1912 e 1913. Conquistando também 2 títulos no Open da Austrália em 1906 e 1909.
Wilding entrou para o International Tennis Hall of Fame em 1978.

## Finais de Grand Slam

### Vitórias (6)
| Ano  | Torneio         | Adversário da Final                      |
| 1906 | Australian Open | Francis Fisher - 6-0, 6-4, 6-4           |
| 1909 | Australian Open | Francis Fisher - 6-1 7-5 6-2             |
| 1910 | Wimbledon       | Arthur Gore - 6-4 7-5 4-6 6-2            |
| 1911 | Wimbledon       | H. Roper Barrett - 6-4 4-6 2-6 6-2 (ab.) |
| 1912 | Wimbledon       | Arthur Gore - 6-4 6-4 4-6 6-4            |
| 1912 | Wimbledon       | Maurice McLoughlin - 8-6 6-3 10-8        |

### Vice-Campeão (1)
| Ano  | Torneio   | Adversário da final          |
| 1914 | Wimbledon | Norman Brookes - 6-4 6-4 7-5 |